# Stadsprijs Geraardsbergen 1975
De 44e editie van de Belgische wielerwedstrijd Stadsprijs Geraardsbergen werd verreden op 27 augustus 1975. De start en finish vonden plaats in Geraardsbergen. De winnaar was Marc Demeyer, gevolgd door Ger Harings en Daniel Verplancke.

## Uitslag
| Stadsprijs Geraardsbergen 1975 |                   |                     |      |
| Plaats                         | Naam              | Ploeg               | Tijd |
| Winnaar                        | Marc Demeyer      | Flandria-Carpenter  |      |
| 2                              | Ger Harings       | Bonfrère-Rompelberg |      |
| 3                              | Daniel Verplancke | Flandria-Carpenter  |      |

1912 · 1913 · 1914–1926 · 1927 · 1928–1932 · 1933 · 1934 · 1935 · 1936 · 1937 · 1938 · 1939 · 1940 · 1941 · 1942 · 1943 · 1944 · 1945 · 1946 · 1947 · 1948 · 1949 · 1950 · 1951 · 1952 · 1953 · 1954 · 1955 · 1956 · 1957 · 1958 · 1959 · 1960 · 1961 · 1962 · 1963 · 1964 · 1965 · 1966 · 1967 · 1968 · 1969 · 1970 · 1971 · 1972 · 1973 · 1974 · 1975 · 1976 · 1977 · 1978 · 1979 · 1980 · 1981 · 1982 · 1983 · 1984 · 1985 · 1986 · 1987 · 1988 · 1989 · 1990 · 1991 · 1992 · 1993 · 1994 · 1995 · 1996 · 1997 · 1998 · 1999 · 2000 · 2001 · 2002 · 2003 · 2004 · 2005 · 2006 · 2007 · 2008 · 2009 · 2010 · 2011 · 2012 · 2013 · 2014 · 2015 · 2016 · 2017 · 2018 · 2019 · 2020 · 2021 · 2022